# Lean manufacturing
Lean manufacturing ou lean production, traduzível como manufatura enxuta ou manufatura esbelta no Brasil, é uma filosofia de gestão oriunda do Sistema Toyota de Produção cuja premissa é focar na redução dos sete tipos de desperdícios (sobre-produção, tempo de espera, transporte, excesso de processamento, inventário, movimento e defeitos). Eliminando esses desperdícios, a qualidade melhora e o tempo e custo de produção diminuem. As ferramentas "lean" incluem processos contínuos de análise (kaizen), produção "pull" (no sentido de kanban) e elementos/processos à prova de falhas (Poka-Yoke).
A Manufatura Enxuta foi desenvolvida pelo executivo da Toyota, Taiichi Ohno, durante o período de reconstrução do Japão pós-Segunda Guerra Mundial. O termo foi cunhado em 1988 por John Krafcik, mas definido de forma mais clara e popularizado por James P. Womack e Daniel T. Jones no livro “A Mentalidade Enxuta nas Empresas: Elimine o Desperdício e Crie Riqueza”. 
Foi baseado no conceito de Manufatura Enxuta (Lean Manufacturing) que Eric Ries criou o conceito de Startup Enxuta (Lean Startup).  Ele usou várias metodologias utilizadas pela Toyota e uniu com outras (como o Design Thinking) para criar esse conceito. Isso prova que mesmo uma metodologia utilizada para produção de carros pode ser adaptada para qualquer outra área de negócio. 
Um aspecto crucial é que a maioria dos custos são calculados na fase de projeto de um produto. Um engenheiro especificará materiais e processos conhecidos e custos às custas de outros processos baratos e eficientes. Isto reduz os riscos do projeto. As empresas que seguem essa metodologia desenvolvem e reencaminham folhas de verificação para validar o projeto do produto.
Os pontos-chave do lean manufacturing são:
- Qualidade total imediata - ir em busca do "zero defeito", e detecção e solução dos problemas em sua origem.
- Minimização de desperdícios - eliminação de todas as atividades que não têm valor agregado e redes de segurança, otimização do uso dos recursos escassos (capital, pessoas e espaço).
- Melhoria contínua - redução de custos, melhoria da qualidade, aumento da produtividade e compartilhamento da informação
- Processos "pull" - os produtos são retirados pelo cliente final, e não empurrados para o fim da cadeia de produção.
- Flexibilidade - produzir rapidamente diferentes lotes de grande variedade de produtos, sem comprometer a eficiência devido a volumes menores de produção.
- Construção e manutenção de uma relação a longo prazo com os fornecedores tomando acordos para compartilhar o risco, os custos e a informação.

Lean é basicamente tudo o que concerne a obtenção de materiais corretos, no local correto, na quantidade correta, minimizando o desperdício, sendo flexível e aberto a mudanças.

## Qual a origem do termo Lean Manufacturing?
Lean Manufacturing, pela frequente e esmagadora cultura popular, consiste em um grupo de técnicas que, quando combinadas e amadurecidas, permitirão você a reduzir e depois eliminar os sete desperdícios (já se falam em oito desperdícios). A ideia central é maximizar o valor do cliente e minimizar o desperdício. Simplesmente lean significa criar mais valor para clientes com menos recursos.
O Sistema do Lean não irá somente tornar sua empresa mais enxuta, mas também irá torna-la mais flexível e mais responsiva por meio da redução dos desperdícios.
Entendemos o Lean Manufacturing como um conjunto de  ferramentas que auxilia na identificação e eliminação do desperdício (muda), melhora a qualidade e permite reduzir o tempo e o custo de produção. Na definição, também percebemos que os termos japoneses usados pela Toyota também estão fortemente difundidos, principalmente no que tange as ferramentas. Entre elas destacam-se a melhoria continua de processos (kaizen), os 5 porquês e o sistema à prova de erros (poka-yoke). Neste contexto, a técnica pode ser considerada muito similar a outra centena existente cujo objetivo é melhorar processos.

## Qual a Natureza do Lean Manufacturing?
O conceito de Lean Manufacturing é uma continuação do sistema de produção em massa, conhecido nos anos vinte como a “correia transportadora” do fabricante automotivo Ford. Taiichi Ohno e Eiji Toyoda, dois funcionários do fabricante automotivo Toyota no Japão, desenvolveram Lean Manufacturing após a Segunda Guerra Mundial.
O Lean Manufacturing tornou-se conhecido em todo o mundo graças ao best seller “A máquina que mudou o mundo”, livro em que são descritos os aspectos que levaram ao sucesso do sistema de produção da Toyota. Nos anos oitenta, Lean Manufacturing também obteve uma base na América. Isto foi parcialmente causado pela cooperação entre a Toyota e a General Motors, que construíram uma fábrica em conjunto. Ele durou até o final dos anos oitenta, no início dos anos noventa, antes que as empresas americanas também desejassem ser chamadas de “Lean Manufacturers”.

## O que significa o termo “Lean”?
Lean dá a ideia de magro ou enxuto. A palavra skinny, em inglês, tem uma conotação negativa para muitas pessoas. Também pode haver uma interpretação positiva: “livre de carga, saudável, muita liberdade de movimento, músculos, etc.” Com esta visão específica em mente, as pessoas foram à procura de técnicas que permitissem um sistema de produção funcionar mais rápido e mais barato, e melhor. O Lean Manufacturing é distinguido por: um tempo de troca de ferramenta (setup) mínimo, produção Just-In-Time (JIT), sistemas KanBan, um mínimo de estoque e por último, mas não menos importante, uma atitude de “desperdício zero” de cada funcionário.

### Subdivisões
Ao longo do tempo, os conceitos Lean foram evoluindo para outras áreas, ganhando, assim, várias ramificações, a saber (em ordem alfabética):
Lean and Green é a fusão dos conceitos do pensamento enxuto aos de sustentabilidade. Com isso, o Lean and Green preza pela eliminação de desperdícios de recursos naturais, como água, energia elétrica e materiais, nos processos produtivos.

#### Lean Construction
É uma combinação de pesquisa operacional e desenvolvimento prático em design e construção com uma adaptação de princípios e práticas de fabricação enxuta para o processo de projeto e construção de ponta a ponta (Koskela et al. 2002).

#### Lean Government
Refere-se à aplicação de princípios e métodos de produção enxuta (também conhecidos como "Lean") para identificar e, em seguida, implementar a forma mais eficiente e de valor agregado para fornecer serviços governamentais.

#### Lean Higher Education
É a adaptação das premissas lean ao ensino superior, com o objetivo de melhorar as operações acadêmicas (por exemplo, design e ensino de cursos, melhoria de programas de graduação, feedback estudantil, e manuseio de atribuições).

#### Lean IT
É a extensão dos princípios de manufatura enxuta e serviços enxutos para o desenvolvimento e gestão de produtos e serviços de tecnologia da informação (TI).
Seu conceito foi gerado após consultores de TI identificarem uma abundância de resíduos em toda a "linha de produção" do serviço de negócios, incluindo infraestrutura herdada e processos fraturados.

#### Lean Office
Traduzível como Escritório Enxuto, é a aplicação dos princípios enxutos às atividades de escritório, ou atividades não-manufatureiras. O objetivo do Lean Office é melhorar a eficiência operacional e produtividade por meio de uma revisão de processos administrativos.
Conforme Moreira, por trabalhar com atividades não-manufatureiras, o Lean Office tem um novo entendimento de desperdício, conceituando-o como "toda a atividade humana que absorve recursos, mas que não cria valor para o cliente".

#### Lean Service
Traduzível como Serviço Enxuto, é a aplicação dos princípios enxutos ao Setor terciário. Para tornar mais fácil esse entendimento, T.Levitt assim difere "manufatura" de "serviços":

#### Lean Process
Quando falamos em processo judicial, estamos nos referindo a uma sequência de atividades conduzidas para atingir a declaração acerca de um fato e respectivo direito que poderá ser o valor para o jurisdicionado. O Lean Process sugere meios para a remoção de problemas encontrados, tais como a falta de exatidão sobre quais são as tarefas e o que deve ser feito, a descontinuidade das etapas e a desinformação dos envolvidos nos procedimentos. O Lean Process propicia o entendimento e a mudança de atitude de forma que os usuários do sistema de justiça possam melhorar a si mesmos e suas tarefas, em tudo reduzindo o tempo. O Lean Process requer atitudes proativas em todas as fases do processo judicial, em todos os peticionamentos, desde o inicial, nos atos ordinatórios, nos despachos e nas decisões, até que aconteça o arquivamento da ação judicial.
O estudo de caso que originou o livro "Atribuições do Judiciário para a Razoável Duração do Processo" buscou alcançar a eficiência por métodos e ferramentas da iniciativa privada, destacando a utilização dos Sistemas Auxiliares de Informação como relevante na quebra da dogmática jurídica, eis que representa a melhor assimilação da evolução da organização social, da utilização dos recursos tecnológicos e do menor custo, bem como o reconhecimento da força institucional para a nova prestação jurisdicional, o LEAN PROCESS.
"A fabricação procura soluções dentro das próprias tarefas a serem feitas... O serviço busca soluções no desempenho da tarefa". (T.Levitt, Production-Line Approach to Service, Harvard Business Review, setembro de 1972).